# Stracena flavescens
Stracena flavescens är en fjärilsart som beskrevs av Aurivillius 1925. Stracena flavescens ingår i släktet Stracena och familjen tofsspinnare. Inga underarter finns listade i Catalogue of Life.